# Jan z Wildeshausen
Jan z Wildeshausen, niem. Johannes von Wildeshausen, także Jan Teutonik łac. Johannes Teutonicus (ur. ok. 1180 w Wildeshausen koło Oldenburga, zm. 4 listopada 1252 w Strasburgu) – dominikanin, generał zakonu w latach 1241-1252.
Studiował w Paryżu i w Bolonii, gdzie poznał się m.in. z późniejszym cesarzem Fryderykiem II. Tam również, już jako wykładowca, przyjął dominikański habit z rąk samego św. Dominika, twórcy zakonu. Prawdopodobnie Jan wstąpił do zakonu w dojrzałym wieku – ok. 1220 r. Źródła z epoki wspominają, że był bardzo pobożnym człowiekiem, a także wyśmienitym kaznodzieją. Ze swobodą głosił kazania po niemiecku, francusku, włosku i łacinie.
Dwukrotnie był wysyłany do Niemiec (najpierw przez Honoriusza III, później przez Grzegorza IX), gdzie nakłaniał wiernych do udziału w wyprawach krzyżowych. Później był prowincjałem na Węgrzech, zaś na przełomie 1233 i 1234 r. został mianowany biskupem Bośni. Poprzedni biskup Vladimir uległ herezji i został odwołany ze stanowiska. Jan niechętnie przyjął stanowisko i przez cały czas biskupiej posługi prosił papieża o zwolnienie go z tego obowiązku. Grzegorz IX w końcu uległ i odwołał Jana z biskupstwa w 1237 r. Rok później, w Zielone Świątki 1238 r. bolońska kapituła zakonu mianowała go prowincjałem Lombardii.
Po rezygnacji Rajmunda z Penyafort w Paryżu zebrała się kapituła z zamiarem wybrania nowego generała zakonu. 19 maja 1241 bracia wybrali Jana z Wildeshausen na swojego nowego zwierzchnika. Jan miał początkowo odmówić. Dopiero przemowa Hugona z Saint Cher miała go przekonać do przyjęcia stanowiska.
Jednym z najważniejszych wyzwań stojących wówczas przed dominikanami, był konflikt pomiędzy cesarzem i papieżem. Osobista znajomość z Fryderykiem II z czasów studenckich niewątpliwie pomagała Janowi w trudnej sztuce lawirowania pomiędzy dwoma potężnymi władcami. Mimo szacunku i przyjaźni, jaką darzył cesarza, generał nie miał jednak wątpliwości, komu powinien być podporządkowany – kolejne kapituły generalne potwierdzały, że dominikanie podlegają papieżowi i słuchają jego poleceń, choć powinni powstrzymywać się od krytyki władzy świeckiej.
Jan z Wildeshausen przełamał monopol Paryża i Bolonii na kapituły generalne dominikanów. Dopiero za jego rządów zaczęto je zwoływać także w innych miastach: Montpellier, Trewirze i Londynie. Sprzeciwiał się obejmowaniu przez dominikanów wysokich godności w Kościele (kiedy objął urząd, ok. trzydziestu współbraci nosiło biskupią mitrę). Miał raz powiedzieć do Innocentego IV: Święty Dominik nie założył Zakonu Biskupów, ale Zakon Kaznodziejów. Piotr dał mu nie klucze, ale laskę, a Paweł księgę zamiast paliusza. Nie pomaga nam, gdy nasi konfratrzy zostają biskupami. Chcemy, by byli świętymi, kaznodziejami, doktorami, apostołami, męczennikami – tak, prałatami – nie!. Położył też podwaliny do dalszego rozwoju intelektualnego zakonników, zakładając szkoły w Montpellier, Bolonii, Kolonii i Oksfordzie. Zunifikował dominikańską liturgię i przepisy zakonu.